# Hakan Göğtepe
Hakan Göğtepe (* 29. September 1985 in Istanbul) ist ein ehemaliger türkischer Beachvolleyballspieler.

## Karriere
Hakan Göğtepe begann seine Karriere im Jahr 2001 in einem Duo mit seinem jüngeren Bruder Volkan. 2010 trat er bei einem internationalen Challenger-Turnier erstmals mit Murat Giginoğlu an. Das neue Team erreichte 2011 einige Top-Ten-Plätze bei Satellite-Turnieren und nahm an der Open-Serie teil. Dann spielte Giginoğlu vorübergehend mit Nuri Şahin. Bei der EM 2012 kam Göğtepe wieder mit seinem Partner zusammen. Die beiden Türken konnten zwei Sätze gewinnen, schieden aber als Gruppenletzter nach der Vorrunde aus. Ab 2013 spielte Hakan Göğtepe mit verschiedenen Partnern häufig auf nationalen Turnieren. Mit Nuri Şahin siegte er  am Calis Beach von Fethiye, mit seinem Bruder Volkan in Istanbul und stand mit ihm ein Jahr später drei weitere Male im Endspiel. 2015 kam eine Teilnahme an den European Games mit Engin Özbek hinzu, die für das Duo jedoch satz- und sieglos endete. Bei seinem letzten Auftritt im September 2019 in Konyaalti mit Ibrahim Çadir erreichte Hakan Göğtepe noch einmal das Finale, anschließend beendete er seine Karriere.